# Wojciechowo (Orneta)
Wojciechowo (deutsch Albrechtsdorf) ist ein Ort in der polnischen Woiwodschaft Ermland-Masuren. Er gehört zur Stadt-und-Land-Gemeinde Orneta (Wormditt) im Powiat Lidzbarski (Kreis Heilsberg).

## Geographische Lage
Wojciechowo liegt im Nordwesten der Woiwodschaft Ermland-Masuren, 30 Kilometer westlich der Kreisstadt Lidzbark Warmiński (Heilsberg).

## Geschichte
Das Dorf und Vorwerk Olbersdorf erhielt um 1785 den offiziellen Namen Königlich Albrechtsdorf und wurde 1919 in Albrechtsdorf (ohne Zusatz) umbenannt. Im Jahre 1874 kam der Ort zum neu errichteten Amtsbezirk Elditten (polnisch Ełdyty Wielkie) im ostpreußischen Kreis Heilsberg.
Im Jahre 1885 zählte Königlich Albrechtsdorf 260 Einwohner, im Jahre 1910 waren es noch 208.
Am 30. September 1928 vergrößerte sich Albrechtsdorf um den Nachbarort Lemitten (polnisch Limity), der eingemeindet wurde. Die Zahl der Einwohner belief sich 1933 auf 249 und 1939 auf 225.
In Kriegsfolge wurde 1945 das gesamte südliche Ostpreußen an Polen abgetreten. Albrechtsdorf erhielt die polnische Namensform „Wojciechowo“ und ist heute als Osada (= „Siedlung“) eine Ortschaft im Verbund der Gmina Orneta (Stadt.-und-Land-Gemeinde Wormditt) im Powiat Lidzbarski (Kreis Heilsberg) in der Woiwodschaft Ermland-Masuren. Heute sind in Wojciechowo 161 Einwohner gemeldet.

## Religion
Wojciechowo ist heute in die römisch-katholische Pfarrei Wapnik (Kalkstein) eingegliedert, genauso wie Albrechtsdorf vor 1945. Evangelischerseits war Albrechtsdorf bis 1945 der Kirche Wormditt in der Kirchenprovinz Ostpreußen der Kirche der Altpreußischen Union zugeordnet, gehört jedoch heute zur Diözese Masuren der Evangelisch-Augsburgischen Kirche in Polen.

## Verkehr
Wojciechowo liegt an einer Nebenstraße, die drei Kilometer südlich der Stadt Orneta (Wormditt) von der Woiwodschaftsstraß0e 528 abzweigt und über Wapnik (Kalkstein) nach Świękity (Schwenkitten) führt. Eine Bahnanbindung besteht nicht.